# Kras (območje)
Krás (latinsko Iulia Carsia, italijansko Carso, nemško in angleško Karst, furlansko Cjars), tudi Tržaško-komenski Kras je mednarodno kraško geografsko območje, ki zajema Južno Primorsko, del Notranjske ter nekdanje Tržaške in Goriške pokrajine v Italiji. Razprostira se med Tržaškim zalivom, Soško ravnino, Vipavsko dolino, gornjo Pivko in Postojno, Čičarijo, Brkini in Socerbsko planoto. Slovenski del Krasa obsega ozemlje občin Sežana, Hrpelje - Kozina, Divača, Komen in del občine Miren - Kostanjevica, Italijanski del večinoma sovpada z območjem nekdanje Tržaške pokrajine, hrvaški del pa zajema ozemlje občine Klana in zahodni del občine Matulji.
Kras je od leta 2003 v sklopu Unescovega programa »Človek in biosfera« razglašen za biosferni rezervat.
Kras je dal ime kraškim pojavom v geologiji in tudi območjem, kjer se pojavljajo.

## Slovenski Kras
Slovenska pokrajina tržaškega Krasa leži v jugozahodnem delu Slovenije in se razteza med mejo z Italijo, Vipavsko dolino in Brkini. Glavno mesto Krasa na slovenski strani meje je Sežana, imenovana tudi kraška metropola.
Za Kras so značilne kamnite hiše, v preteklosti krite s kamnitimi škrlami, danes pa z mediteranskimi korci. Značilnost kraške hiše je pokrit gank oziroma balkon, ki je po navadi ozek, sega čez vso dolžino hiše, ima leseno ograjo ter leseno nosilno konstrukcijo. Borjač-Korta (kraško dvorišče) je zaprt s kamnitim zidom, bivalno hišo in gospodarskimi poslopji (hlevom, skednjem). Edini dostop na dvorišče je skozi vhod imenovan porton, ki je okrašen s kamnitim obokom (kaluonja). Kras slovi tudi po vinu teran in po mesnini kraški pršut.

## Občine na Krasu
| Občina               | Površina (km²) | Prebivalci |
| -------------------- | -------------- | ---------- |
| Ajdovščina           | 245,2          | 19.418     |
| Devin - Nabrežina    | 45,17          | 8675       |
| Divača               | 147,8          | 4213       |
| Dolina               | 24,51          | 6736       |
| Gorica               | 41,26          | 34.034     |
| Hrpelje - Kozina     | 195            | 4604       |
| Ilirska Bistrica     | 480            | 13.297     |
| Klana                | 94             | 1931       |
| Komen                | 102,7          | 3529       |
| Krmin                | 35,1           | 4297       |
| Lanišće (del)        | 43,13          | 39         |
| Matulji (del)        | 85             | 1123       |
| Miren - Kostanjevica | 62,8           | 4977       |
| Nova Gorica          | 279            | 31.884     |
| Pivka                | 223,3          | 6301       |
| Postojna             | 269,9          | 16.442     |
| Repentabor           | 12,68          | 891        |
| Sežana               | 217,4          | 13.551     |
| Šempeter - Vrtojba   | 15             | 6292       |
| Vipava               | 223,3          | 6301       |
| Zgonik               | 31,31          | 2102       |
| Skupno               | 2873,56 km²    | 190.642    |

## Biosferno območje Kras
Biosferno območje Kras je bilo s strani Unesca določeno leta 2004 v velikosti 59.778 ha in obsega Regijski park Škocjanske jame, vključno s Škocjanskimi jamami, ki je uvrščen na seznam svetovne dediščine in Ramsarsko mokrišče mednarodnega pomena.
Specifični podzemni ekosistemi, značilni za kras, so znani po svojih geomorfoloških, geoloških in hidroloških tvorbah, ki so posledica apnenčaste kamninske podlage. To je glavni razlog za nenehno pomanjkanje tekoče površinske vode in ustvarjanje pogojev za nastajanje jam. Vplivalo na pojav redkih in endemičnih vrst, kot so jamski močerad (Proteus anguinus), nevretenčarji in netopirji, ter na smotrno rabo vode pri kmetih. Škocjanske jame sestavlja sistem enajstih med seboj povezanih podzemnih jam, ravnih dolin, ki se raztezajo čez udorne vrtače in naravne mostove. Krasijo jih kapniki, kamnite zavese in široke ponvice. Rezervat je referenčen za vse raziskave krasa po svetu: zato se Biosferno območje imenuje Biosferno območje Kras. Biosferno območje si prizadeva za povezovanje in usklajevanje trajnostnih kmetijskih praks z ohranjanjem jam in lokalnih hidroloških procesov, nadzorovanjem površinskega in podzemnega onesnaževanja zaradi gnojil in odpadne vode. Vključene so tudi tri vasi s skupno okoli 12.000 prebivalci. Ker je bila v preteklosti razmeroma nizka stopnja razvoja, so vasi zdaj deležne številnih projektov trajnostne revitalizacije. Domačini so ustanovili Turistično društvo Škocjan, ki ima aktivno vlogo pri varovanju in ohranjanju naravne in kulturne dediščine ter spodbujanju in uveljavljanju načel ekoturizma. Območje ima bogato kulturno dediščino s številnimi arheološkimi, etnološkimi in zgodovinskimi spomeniki ter sledovi tradicije mlinarstva in žagarstva.